# Autocasco
Autocasco, auto-casco, ubezpieczenie AC – dobrowolne ubezpieczenie pojazdów mechanicznych (np. samochodów, motocykli) od zdarzeń losowych. Celem ubezpieczenia jest ochrona pojazdu wraz z jego wyposażeniem w zakresie utraty, zniszczenia, uszkodzenia lub kradzieży.
Ze względu na dobrowolny charakter tego ubezpieczenia, zakłady ubezpieczeń oferują ubezpieczenia autocasco z większym lub szerszym zakresem ubezpieczenia, co ma wpływ na wysokość składki. Podejmując decyzję o wyborze autocasco, należy przede wszystkim kierować się zakresem otrzymywanej ochrony ubezpieczeniowej, a dopiero później porównywać koszty.
W przypadku przystępowania do umowy ubezpieczenia autocasco należy przede wszystkim zwrócić uwagę na zakres udzielonej ochrony, wyłączenia odpowiedzialności zakładu ubezpieczeń oraz obowiązki ubezpieczającego.
Autocasco należy do segmentu ubezpieczeń majątkowych działu II (Pozostałe ubezpieczenia osobowe oraz ubezpieczenia majątkowe, grupy 3 – Ubezpieczenia casco pojazdów lądowych) – Załącznik do Ustawy z dnia 11 września 2015 r.
o działalności ubezpieczeniowej i reasekuracyjnej – Podział ryzyka według działów, grup i rodzajów ubezpieczeń.
Ustawodawca w sposób ogólny odniósł się do ubezpieczenia autocasco w Kodeksie cywilnym – umowa ubezpieczenia musi być zgodna z naturą stosunku prawnego, ustawą oraz zasadami współżycia społecznego, czego konsekwencją jest m.in. zakaz stosowania klauzul abuzywnych (art. 385³ k.c.).
Zakres praw i obowiązków ubezpieczenia autocasco kształtowany jest przez strony umowy.